# Quint Quinti Cincinnat (tribú consular 415 aC)
Quint Quinti Cincinnat (en llatí: Quinctus Quinctius L. f. L. n. Cincinnatus) va ser un magistrat romà. Era fill de Luci Quinti Cincinnat i germà de Tit Quinti Pennus Cincinnat i de Luci Quint Cincinnat. Formava part de la gens Quíntia i era de la família dels Cincinnats.
Va ser elegit tribú amb potestat consular l'any 415 aC, quan hi va haver un desbordament del riu Tíber en territori de Veïs, i el senat va decidir no iniciar cap guerra contra ells per motius religiosos. Ho va tornar a ser altre cop l'any 405 aC.